# Pure Love
"Pure Love" – czwarty singiel Arasha, pochodzący z jego drugiego albumu studyjnego pt. Donya, wydany w 2008 roku przez wytwórnię płytową Warner Music. Singiel osiągnął 19. miejsce na fińskiej liście przebojów.

## Lista utworów
- CD singel (2009)

1. "Pure Love" (Radio Edit)

## Listy przebojów
| Kraj      | Lista (2009)   | Najwyższa pozycja |
| --------- | -------------- | ----------------- |
| Finlandia | Top 20 Singles | 19                |